# Всесвітня Есперантистська Молодіжна Організація
Всесвітня Есперантистська Молодіжна Організація (есп. Tutmonda Esperantista Junulara Organizo, TEJO) — міжнародна, неурядова молодіжна організація, що працює на просування миру і міжнародного взаєморозуміння серед молоді в усьому світі за допомогою есперанто. TEJO є молодіжною секцією Всесвітньої Есперанто-Асоціації (UEA). Зі свого головного бюро в Роттердамі (Нідерланди) вона керує роботою своїх секцій у більш ніж 40 країнах і своїх членів у більш ніж 80 країнах.

## Діяльність
TEJO організовує Міжнародні молодіжні конгреси есперанто (есп. Internaciaj Junularaj Kongresoj, IJK) — найбільші щорічні молодіжні есперанто-заходи. Місце проведення IJK щоразу змінюється. До інших подій, які організовуються TEJO, відносяться семінари та тренінги, присвячені різним темам. TEJO видає суспільно-культурний журнал «Kontakto» та мережевий інформаційний бюлетень «TEJO aktuale» («TEJO актуально»). До 2011 року виходив окремий бюлетень «TEJO Tutmonde» («TEJO глобально»), присвячений молодіжному есперанто-рухові у світі. З 2011 року ця проблематика висвітлюється як рубрика у журналі «Kontakto».
Один з найвідоміших проєктів TEJO — «Pasporta Servo». Це мережа гостинності, яка об'єднує людей, що пропонують погостювати у себе вдома, і тих, хто хотів би скористатися такою можливістю.
Організація захищає культурне багатство мовного розмаїття, глобальне взаєморозуміння, права людини, особливо їх мовний аспект, шляхом полегшення міжнародних контактів.

## Цілі
Згідно зі статутом, TEJO має такі цілі:
- поширювати використання міжнародної мови есперанто;
- брати участь у розвитку есперанто-культури;
- діяти в напрямку розв'язання мовної проблеми в міжнародних відносинах і полегшення міжнародної комунікації;
- полегшувати всілякі духовні та матеріальні відносини між людьми, незалежно від національних, расових, статевих, релігійних, політичних або мовних відмінностей;
- допомагати молоді відігравати активну роль в побудові інтегрованого, інтернаціонального, що поважає права, заснованого на взаєморозумінні суспільства;
- ростити між своїми членами міцне почуття солідарності, розвиваючи у них розуміння інших народів і повагу до них;
- поліпшувати знання й організаційні здібності своїх активістів і стимулювати їх культурний розвиток;
- постачати молоді сили есперанто-руху.

## Історія
TEJO (тоді під назвою есп. Tutmonda Junular-Organizo, TJO — Всесвітня молодіжна організація) була заснована в 1938 році на Першій міжнародній молодіжній зустрічі (есп. Internacia Junulara Kunveno, IJK), попередниці Міжнародних молодіжних конгресів. Ініціаторами створення організації виступило Елізабет та Корнеліс Йозінус Венендали — подружжя викладачів з Нідерландів. Вони ставили за мету популяризацію есперанто, організацію міжнародних зустрічей, роботу в навчальних закладах.
Діяльність нової організації незабаром була перервана початком Другої світової війни і відновлена в 1945 році, коли поновлює свій вихід журнал «La Juna Vivo» («Юне життя»). У 1947 році в місті Іпсвіч (Велика Британія), проходить перший післявоєнний Міжнародний молодіжний конгрес есперанто.
До початку 1950-х років TJO повністю трансформувалася в молодіжну асоціацію, а в 1952 році змінила свою назву на сучасну — TEJO, Tutmonda Esperantista Junulara Organizo. У 1956 році TEJO стає молодіжною секцією Всесвітньої Есперанто-Асоціації (UEA).

## Секції

### Національні секції
Згідно з офіційним сайту TEJO, наразі існують 46 національних секцій організації.
| Країна                        | Назва по-українськи                                                  | Есперанто-назва (сайт)                                                                         |
| ----------------------------- | -------------------------------------------------------------------- | ---------------------------------------------------------------------------------------------- |
| Австрія                       | Австрійська Есперанто-Молодь                                         | Aŭstria Esperanto Junularo (AEJ)                                                               |
| Аргентина                     | Аргентинська Молода Есперанто-Громада                                | Juna Esperantistaro Argentina (JEA)                                                            |
| Бенін                         | Бенінська Організація Молодих Есперантистів                          | Benina Organizo de Junaj Esperantistoj (BOJE) [Архівовано 4 лютого 2022 у Wayback Machine.]    |
| Болгарія                      | Болгарська Есперанто-Молодь                                          | Bulgara Esperanto-Junularo (BEJ)                                                               |
| Бразилія                      | Бразильська Есперантистська Молодіжна Організація                    | Brazila Esperantista Junulara Organizo (BEJO) [Архівовано 22 березня 2022 у Wayback Machine.]  |
| Бурунді                       | Бурундійська Есперантистська Молодіжна Організація                   | Junulara Esperantista Burunda Organizo (JEBUO)                                                 |
| Велика Британія               | Британська Есперантистська Молодь                                    | Junularo Esperantista Brita (JEB) [Архівовано 22 березня 2022 у Wayback Machine.]              |
| В'єтнам                       | В'єтнамська Есперантистська Молодіжна Організація                    | Vjetnama Esperantista Junulara Organizo (VEJO)                                                 |
| Гаїті                         | Гаїтянська Молодіжна Есперанто-Асоціація                             | Haita Esperanto Junulara Asocio                                                                |
| Греція                        | Молодіжна Секція Грецької Есперанто-Асоціації                        | Junulara Sekcio de HEA                                                                         |
| Данія                         | Данська Есперантська Молодіжна Організація                           | Dana Esperanta Junulara Organizo (DEJO) [Архівовано 18 липня 2020 у Wayback Machine.]          |
| Демократична Республіка Конго | Молодіжна Есперантистська Організація Демократичної Республіки Конго | Demokratia Kongolanda Esperantista Junulara Organizo                                           |
| Ізраїль                       | Ізраїльська Молодіжна Есперанто-Ліга                                 | Junulara Esperanto-Ligo Israela (JELI) [Архівовано 7 квітня 2020 у Wayback Machine.]           |
| Іран                          | Іранська Есперантистська Молодіжна Організація                       | Irana Esperantista Junulara Organizo (IREJO)                                                   |
| Іспанія                       | Іспанське Есперантистське Молодіжне Товариство                       | Hispana Esperantista Junulara Societo (HEJS)                                                   |
| Каталонія                     | Каталонська Есперанто-Молодь                                         | Kataluna Esperanto-Junularo (KEJ)                                                              |
| Італія                        | Італійська Есперантистська Молодь                                    | Itala Esperantista Junularo (IEJ) [Архівовано 29 квітня 2022 у Wayback Machine.]               |
| Канада                        | Канадська Есперантистська Молодь                                     | Junularo Esperantista Kanada (JEK)                                                             |
| Китайська Народна Республіка  | Китайська Молодіжна Есперанто-Асоціація                              | Ĉina Junulara Esperanto-Asocio (ĈJEA)                                                          |
| Колумбія                      | Колумбійська Есперантистська Молодіжна Організація                   | Kolombia Esperantista Junulara Organizo (KolombEJO)                                            |
| Куба                          | Кубинська Есперантистська Молодіжна Організація                      | Kuba Esperantista Junulara Organizo (KEJO) [Архівовано 18 січня 2022 у Wayback Machine.]       |
| Литва                         | Литовська Есперантистська Молодіжна Ліга                             | Litova Esperantista Junulara Ligo (LEJL)                                                       |
| Мадагаскар                    | Молодіжна Есперантистська Організація Мадагаскару                    | Junulara Esperantista Organizo de Madagaskaro (JEOM)                                           |
| Мексика                       | Мексиканська Есперанто-Молодь                                        | Meksika Esperanto-Junularo (MEJ)                                                               |
| Непал                         | Непальська Есперанто-Молодіжна Організація                           | Nepala Esperanto-Junulara Organizo (NEJO)                                                      |
| Нідерланди                    | Нідерландська Есперанто-Молодь                                       | Nederlanda Esperanto-Junularo (NEJ) [Архівовано 12 червня 2021 у Wayback Machine.]             |
| Німеччина                     | Німецька Есперанто-Молодь                                            | Germana Esperanto-Junularo (GEJ) [Архівовано 18 липня 2020 у Wayback Machine.]                 |
| Норвегія                      | Норвезька Есперантистська Молодь                                     | Norvega Junularo Esperantista (NJE) [Архівовано 18 січня 2021 у Wayback Machine.]              |
| Польща                        | Польська Есперанто-Молодь                                            | Pola Esperanto-Junularo (PEJ) [Архівовано 13 травня 2020 у Wayback Machine.]                   |
| Португалія                    | Португальська Есперанто-Молодь                                       | Portugala Esperanto-Junularo (PEJ)                                                             |
| Республіка Корея              | Корейська Есперанто-Молодь                                           | Korea Esperanto-Junularo (KEJ)                                                                 |
| Росія                         | Російський Есперантистський Молодіжний Рух                           | Rusia Esperantista Junulara Movado (REJM)                                                      |
| Румунія                       | Румунська Есперантистська Молодіжна Асоціація                        | Rumana Esperantista Junulara Asocio (RumEJA)                                                   |
| Сербія                        | Сербська Молодіжна Есперанто-Організація                             | Serbia Esperanto-Junulara Organizo (SerbEJO) [Архівовано 12 січня 2020 у Wayback Machine.]     |
| Словаччина                    | Словацька Есперантська Молодь                                        | Slovakia Esperanta Junularo (SKEJ) [Архівовано 19 травня 2020 у Wayback Machine.]              |
| Сполучені Штати Америки       | Американська Есперантистська Молодь                                  | Usona Esperantista Junularo (USEJ) [Архівовано 4 січня 2017 у Wayback Machine.]                |
| Того                          | Молодіжна Організація Тоголезьких Есперантистів                      | Junulara Organizo de Togolandaj Esperantistoj (JOTE)                                           |
| Угорщина                      | Угорська Есперанто-Молодь                                            | Hungara Esperanto-Junularo (HEJ) [Архівовано 14 лютого 2022 у Wayback Machine.]                |
| Україна                       | Українська Ліга Есперантистської Молоді                              | Ukraina Ligo de Esperantista Junularo (ULEJ) [Архівовано 22 січня 2022 у Wayback Machine.]     |
| Філіппіни                     | Філіппінська Есперанто-Молодь                                        | Filipina Esperanto-Junularo (FEJ) [Архівовано 8 жовтня 2020 у Wayback Machine.]                |
| Фінляндія                     | Фінляндська Есперантистська Молодіжна Організація                    | Finnlanda Esperantista Junulara Organizo (FEJO) [Архівовано 20 лютого 2020 у Wayback Machine.] |
| Франція                       | Французька Молодіжна Есперантистська Організація                     | Junulara Esperantista Franca Organizo (JEFO) [Архівовано 22 березня 2022 у Wayback Machine.]   |
| Хорватія                      | Хорватська Есперанто-Молодіжна Асоціація                             | Kroatia Esperanto-Junulara Asocio (KEJA)                                                       |
| Чехія                         | Чеська Есперанто-Молодь                                              | Ĉeĥa Esperanto-Junularo (ĈEJ) [Архівовано 6 червня 2022 у Wayback Machine.]                    |
| Швеція                        | Шведське Есперантистське Молодіжне Об'єднання                        | Sveda Esperantista Junulara Unuiĝo (SEJU)                                                      |
| Японія                        | Японська Есперанто-Молодь                                            | Japana Esperanto-Junularo (JEJ) [Архівовано 21 листопада 2017 у Wayback Machine.]              |

### Спеціальні секції
Спеціальні секції разом з національними секціями грають важливу роль в роботі TEJO. До складу Комітету TEJO входять члени від кожної зі спеціальних секцій. Вони беруть участь у прийнятті рішень з питань загальної діяльності TEJO.
Наразі до TEJO входять дві спеціальні секції:
1. Всесвітній Рух Есперантистів-Велосипедистів (есп. Biciklista Esperantista Movado Internacia, BEMI)
2. Всесвітня Есперанто-Рок-Організація (есп. Esperanto-Universala-Rok-Organizo, Kolektiva Komunik-Asocio — EUROKKA)